# Antrodia malicola
Antrodia malicola är en svampart som först beskrevs av Berk. & M.A. Curtis, och fick sitt nu gällande namn av Donk 1966. Antrodia malicola ingår i släktet Antrodia och familjen Fomitopsidaceae.   Inga underarter finns listade i Catalogue of Life.